# Bedford
 Denne artikel omhandler byen Bedford. Der er også andre byer med dette navn, se Bedford (flertydig).
Bedford er grevskabshovedstad (County town) i Bedford-distriktet, Bedfordshire, England, med 92.407(2016) indbyggere. Distriktet har et befolkningstal på 166.252 (pr. 2015). Byen ligger 74 km fra London. Den nævnes i Domesday Book fra 1086, hvor den kaldes Bedeford.